# Nyaung-U Sawrahan
Cette page contient des caractères spéciaux ou non latins. S’ils s’affichent mal (▯, ?, etc.), consultez la page d’aide Unicode.
Nyaung-U Sawrahan est un nom birman ; les principes des noms et prénoms ne s'appliquent pas ; U et Daw sont des titres de respect.
Nyaung-U Sawrahan (birman ညောင္‌ဦးစောရဟန္‌း, aussi transcrit Ngyaung-ú-Tsau Rahán, mort en 964) fut le 38e souverain du Royaume de Pagan, selon la Chronique du Palais de cristal des rois de Birmanie. Il est aussi connu sous le nom de Taungthugyi, ou roi-fermier (birman ေတာင္‌သူက္ရီးမင္‌း).
Nyaung-u Sawrahan était un fermier qui tua le roi précédent, Theinhko, qui avait volé un concombre dans son champ après avoir perdu une bataille. Il épousa ensuite la reine et reçut le surnom de "roi-concombre". Il existe un récit similaire dans l'histoire khmère et les deux sont sans doute légendaires (voir Jayavarman IX Parameçvara).
Nyaung-u Sawrahan envoya des religieux bouddhiques à Thayeketthaya (capitale des Pyus) et Thaton (capitale des Môns) pour demander des architectes et des ouvriers. Les premiers monuments de Pagan datent probablement de cette époque et sont de style môn, comme le Bupaya (pagode "de la gourde"), détruit en 1975 par un tremblement de terre.
Nyaung-u Sawrahan régna 33 ans avant d'être détrôné par l'usurpateur Kunhsaw Kyaunghpyu, lui-même détrôné par les fils de Nyaung-U Sawrahan Kyisaw et Sokkate.